# Bruno Luigi Zambelli
Bruno Luigi Zambelli (Fiume, 25 luglio 1921 – Venezia, 30 gennaio 2003) è stato un calciatore italiano, di ruolo centrocampista.

## Carriera
Esterno d'attacco cresciuto nel club della sua città, nell'immediato dopo guerra, esordisce in Serie A con la maglia del Venezia il 14 ottobre 1945 nella partita Triestina-Venezia (0-0), con i lagunari in due stagioni raccoglie 28 presenze ed una rete. Passa quindi nel 1947 al Vicenza dove rimane per un'ulteriore stagione in massima serie (28 presenze e 3 reti), e la seguente in Serie B. Veste poi le maglie del Brescia e del Catania, che lo pone in lista di trasferimento nel 1953.
Annovera anche un'esperienza da allenatore, alla guida dell'Aurora Travagliato.

## Palmarès

### Club

#### Competizioni nazionali
- Campionato italiano Serie C: 1

Fiumana: 1940-1941